# ゲイソリザ
ゲイソリザ、ゲイッソリザ、ゲイッソリーザ（学：Geissorhiza）は、アヤメ科に含まれる植物の一つ。または、ゲイソリザ属に含まれる植物の総称。

## 特徴
南部アフリカが自生地及び原産地の球根植物である。花色は青色、紫色、白色、複色など様々である。いずれも鮮やかな色をしており、総括して観賞価値は非常に高い。しかし、苗の流通量は少なく、園芸品種も少ないので、入手が難しいのが現状である。耐寒性、耐湿性には乏しい為、冬の栽培管理や灌水管理にはやや工夫が必要である。草姿は同じアヤメ科のフリージアやグラジオラスに似る。近縁種にはトリトニアやスパラキシス、モラエアがある。球根植物の中でも取り分け本属の球根は非常に小さく、管理には種子と同じように繊細に扱う必要がある。種子からの開花も可能だが、時間がかかる。分球で増やすことも可能である。花言葉には「心弾む知らせ」「静寂」がある。

## 栽培方法
水はけの良い土壌を好むので植え付ける用土には、赤玉土や鹿沼土などを用いるとよい。球根も非常に小さく、草丈も高くはならないので他の草花に勢力が負けてしまうので単体での鉢植えにするのが良い。球根の植え付け時期は大体10月、2～3㎝の深さで植え付けるとよい。冬季は降霜に気を付けながら栽培する。球根が凍結すると枯死してしまう場合がある。開花期は3～5月で、同時に成育期にも当たるので加湿に気を付けながら灌水、施肥を行う。花期が終わると地上部が枯れるので、球根を掘り上げ涼しく風通しの良い日陰で休眠させる。土に植えたままにする場合、雨などに当たらない軒下で土の乾燥状態を維持したまま管理する。種子に栄養が取られないようにしたい場合、花が咲き終わった花茎は素早く摘み取るようにする。どの種も日当たりを好み、日当たりが良くないと開花しづらい傾向。

## 名称について
属名 Geissorhiza は、geison（屋根の部材）＋rhizon（根）の合成語で、タイルのような角ばった形の皮が規則正しく重なっている球根の姿に由来している。

## 下位分類
本節では日本で主に栽培される種を掲載する。参考元はこちら。
- ゲイソリザ・アスペラ （Geissorhiza aspera）

草丈は20〜30cmで、青色の涼しげな花を咲かせる。本属のなかでは丈夫で育てやすい品種である。
- ゲイソリザ・イナエクアリス （Geissorhiza inaequalis）

草丈20〜30cmで、剣弁の青紫色の花を穂状に多くつける。ゲイソリザ属の種の中では栽培も容易でよく分球する。
- ゲイソリザ・インフレクサ （Geissorhiza inflexa）

流通しているのは赤色の花を咲かせる種が殆ど。
- ゲイソリザ・コルガータ （Geissorhiza corrugata）

黄金色の花で草丈が10㎝ほどにしかならない小型種。葉がゲチリス属の植物の様にらせん状に伸びる特異な草姿をしている。
- ゲイソリザ・スプレンディディッシマ （Geissorhiza splendidissima）

草丈は15〜20cmで、光沢のある青紫色の花とブロッチのネオンライム色が特徴の美しい種である。
- ゲイソリザ・ツルバギエンシス （Geissorhiza. tulbaghensis）

ゲイソリザ属の中では比較的花期が早い。ツルバギア属に似た灰白色の花をつける。
- ゲイソリザ・ラディアンス （Geissorhiza radians）

草丈15〜20cm、本属のなかでは最も栽培、流通している有名な種で、草丈15〜20cm。ほかの種と異なり、生育期は湿地になる場所を原産とするので、冬場の乾かしすぎに注意する。
生育環境には、Drosera cistifloraや、Sparaxis bulbifera、Pauridia capensis(syn.Spiloxene capensis)などの湿地を好む球根植物が生えている。
また、流通しているものは色の薄い個体が多く、濃い花色の個体は貴重。
分球しづらい。
- ゲイソリザ・モナンサ （Geissorhiza monanthos）

紫青色で金色の目のようなブロッチを持つ美しい花を咲かせる。実生での繁殖も比較的容易。

## ギャラリー

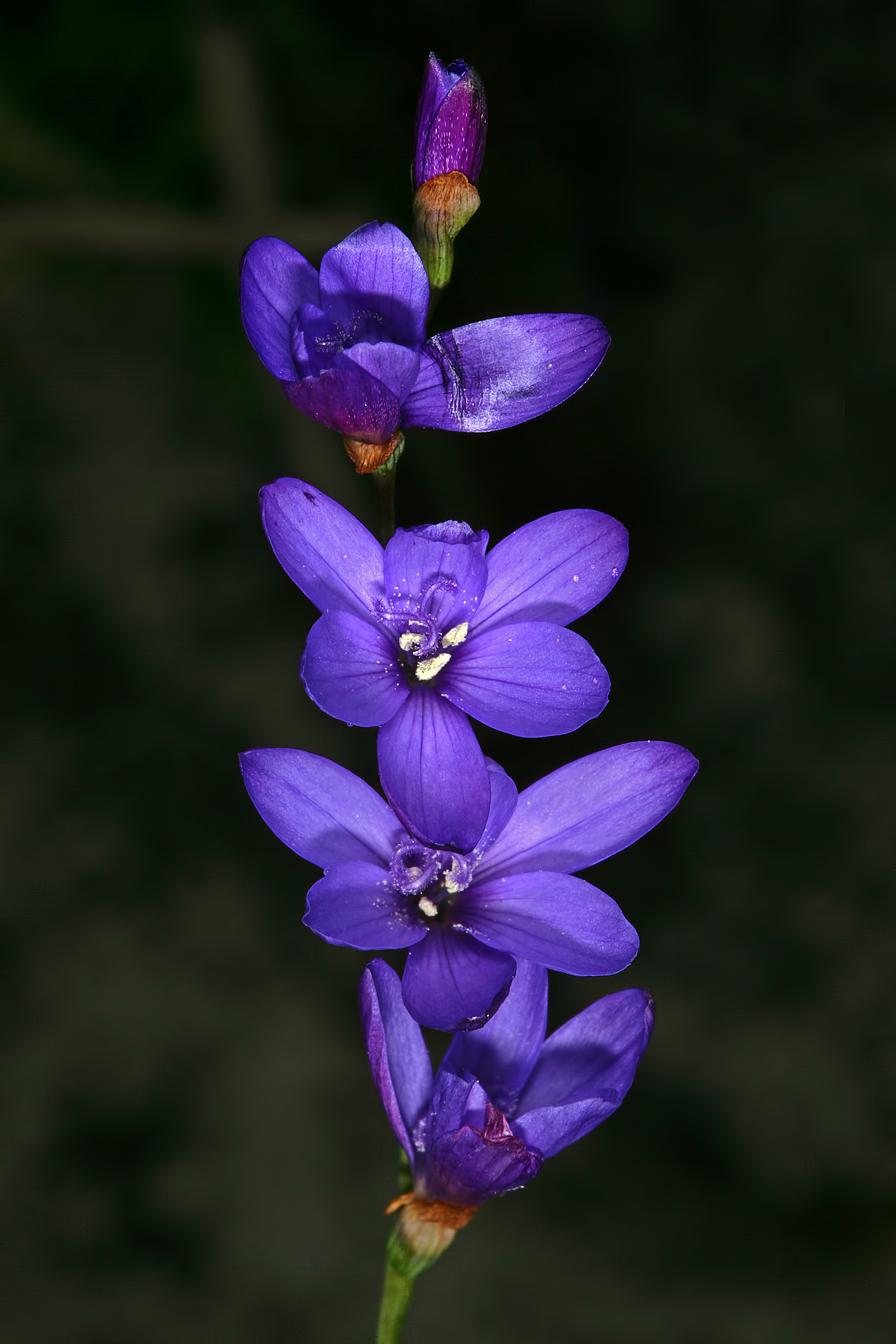
アスペラ種
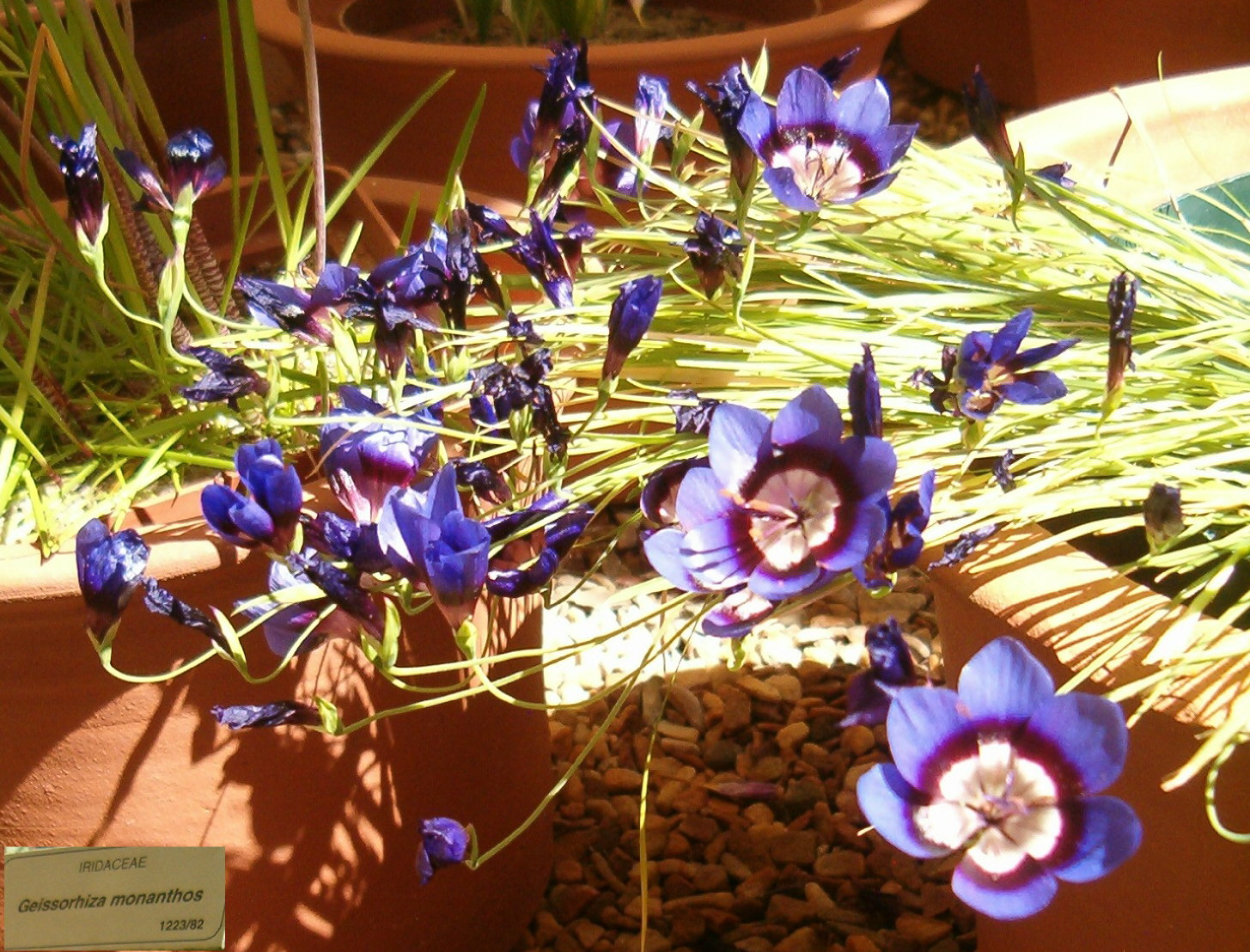
モランサ種
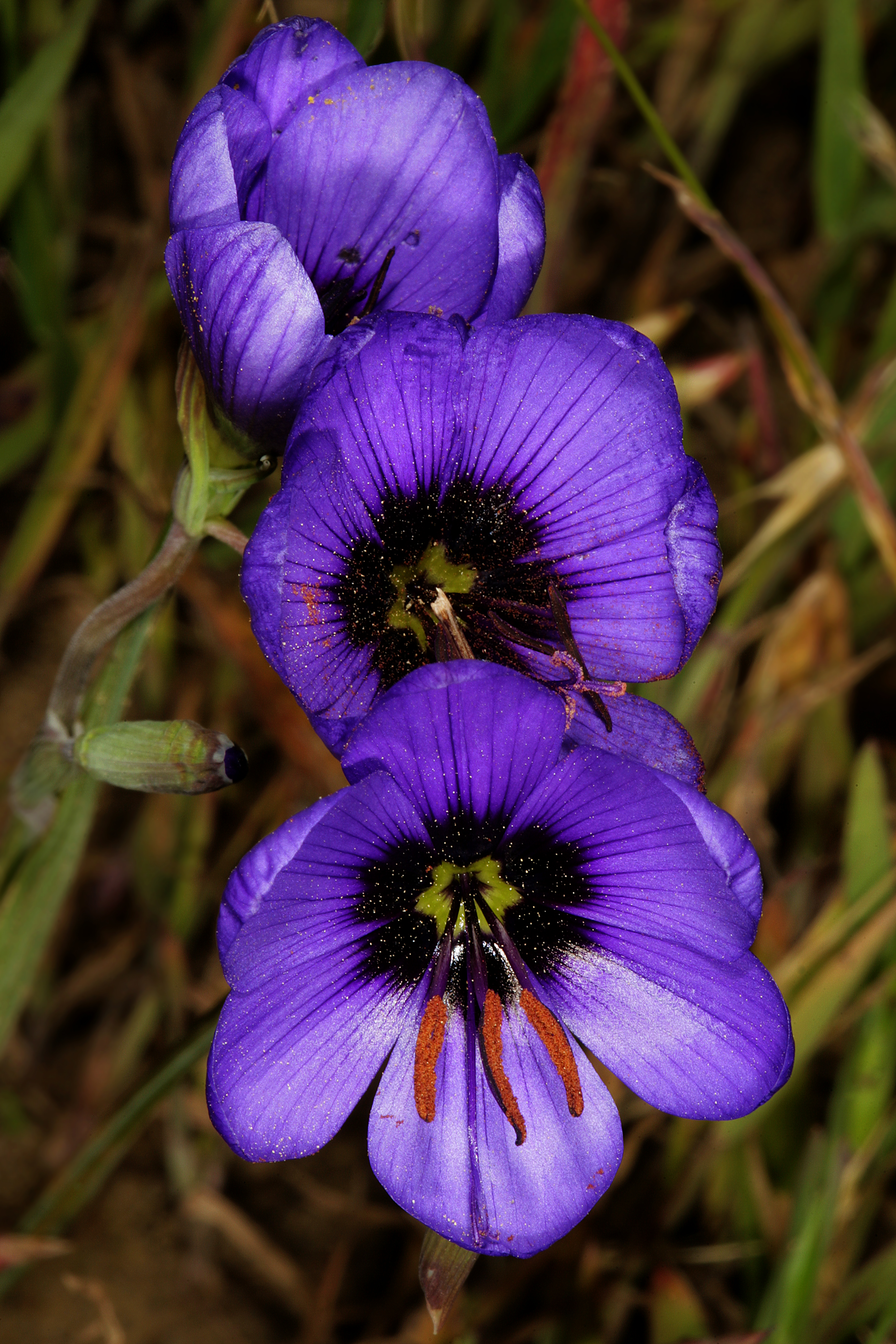
スプレンディディッシマ種